# Selección femenina de rugby playa de Venezuela
La selección femenina de rugby playa de Venezuela es el representativo de dicho país en las competencias internacionales oficiales de rugby desarrolladas en playa.

## Participación en copas

### Juegos Suramericanos
- Punta del Este y Montevideo 2009: 6º puesto
- Manta 2011: 4º puesto
- La Guaira 2014: 2º puesto
- Rosario 2019: 4º puesto
- Santa Marta 2023: No participó

### Juegos Centroamericanos y del Caribe de Playa
- Santa Marta 2022: 2º puesto

### Juegos Bolivarianos de Playa
- Lima 2012: 1º puesto [1]
- Huanchaco 2014: 1º puesto
- Iquique 2016: 2º puesto [2]

## Palmarés
- Juegos Bolivarianos de Playa: 
  -  Medalla de plata: 2012, 2014
  -  Medalla de plata: 2016

- Juegos Suramericanos: 
  -  Medalla de plata: 2019